# Laragne-Montéglin
Laragne-Montéglin ist eine französische Gemeinde im Département Hautes-Alpes in der Region Provence-Alpes-Côte d’Azur. Sie gehört zum Arrondissement Gap und zum Kanton Laragne-Montéglin.

## Geographie
Die Gemeinde liegt rund 35 Kilometer südwestlich von Gap und 40 Kilometer nordwestlich von Digne-les-Bains an der Grenze zum benachbarten Département Alpes-de-Haute-Provence.
Nachbargemeinden sind Garde-Colombe mit Saint-Genis im Norden, Lazer im Nordosten, Upaix im Osten, Mison im Südosten (Département Alpes-de-Haute-Provence), Val Buëch-Méouge mit Châteauneuf-de-Chabre im Süden, Saléon im Westen und Eyguians im Nordwesten.
Der Ort liegt am linken Ufer des Flusses Buëch, an der Einmündung seines Zuflusses Véragne.

### Verkehrsanbindung
Die Gemeinde wird durch die Départementsstraße D1075 erschlossen, die von Sisteron dem Fluss Buëch folgt und nach Grenoble führt. Auch die Bahnstrecke von Marseille nach Grenoble folgt diesem Verlauf und hat eine Haltestelle in Laragne-Montéglin.

## Bevölkerungsentwicklung
| 1962 | 1968 | 1975 | 1982 | 1990 | 1999 | 2006 | 2008 | 2018 |
| ---- | ---- | ---- | ---- | ---- | ---- | ---- | ---- | ---- |
| 2998 | 3579 | 3847 | 3647 | 3371 | 3296 | 3484 | 3532 | 3537 |

## Sehenswürdigkeiten
- Château de Laragne, Schloss aus dem 17. Jahrhundert – Monument historique[1], um welches herum das Dorf erwuchs. Laragne (1429 als „Aranea“, lateinisch für ‚Spinne‘, urkundlich erwähnt) war im 15. Jahrhundert ein Gut eines Barons und verfügte über eine Herberge „zur Spinne“ (im französischen Dialekt aragna).[2]

## Persönlichkeiten
- Albert Spaggiari (1932–1989), Einbrecher
- Pierre Bini (1923–1991), Fußballspieler

## Gemeindepartnerschaft
- Canepina (Italien)